# إقليم تاراناكي
إقليم تاراناكي (بالإنجليزية: Taranaki) هو أقليم في نيوزيلندا، بلغ عدد سكانه 119,600  نسمة وذلك حسب إحصائيات سنة 2018، عاصمته نيو بلايموث، تبلغ مساحته 7,257 كيلومتر مربع.

## الموقع
يشترك في الحدود مع:
- ماناواتو - وانجانوي
  - إقليم وايكاتو.